# Peter Ferdinand Glud
Peter Ferdinand Glud (4. april 1804 i København – 17. juni 1849 på Billeshave lazaret) var en dansk officer.
Han var søn af en typograf, der døde, medens Glud var en lille dreng, hvorfor moderen var glad ved at få ham ind på underofficersskolen 1816. Her fra gik han af 1820 som bombardér, gennemgik siden den militære manege og var en flink berider og søgt ridelærer. Han gennemgik underofficersgraderne og blev i 1842 overfyrværker. Da Treårskrigen brød ud i 1848, var der stor mangel på artilleriløjtnanter. Glud var da en af dem, der blev udnævnt til løjtnant. Som sådan blev han ansat ved Batteriet Fuhrmann og kommanderede i slaget ved Slesvig en deling, med hvilken han ved Bustrup holdt ud i en heftig kamp mod et overlegent artilleri, indtil han fik ordre til at gå tilbage. Sine døde begravede han på stedet, og da hans batterichef om aftenen mildt bebrejdede ham, at han ej havde taget deres armatur med, svarede han, at han syntes, det var rigtigst på højnordisk vis at jorde dem med sværdet ved siden. I 1849 kom han til Fredericia og blev her 6. juni såret af en bombe, der slog ned gennem stuen, hvori han hvilede. Han døde 17. juni på Billeshave lazaret.
Han var en djærv og kraftig karakter, meget afholdt af kammeraterne. Det antages almindelig, at det er ham, H.P. Holst har skildret som artilleriløjtnanten i Den lille Hornblæser. Han var ugift.